# Big Freedia
Big Freedia (Nova Orleans, 28 de janeiro de 1978) é uma rapper americana de hip-hop e bounce, gênero musical criado no início dos anos 90, que ela ajudou a popularizar.